# Widad Smara Handball
Le Widad Smara Handball est un club marocain de handball fondée en 2001, il est basé dans la ville d'Es-Semara au Maroc.

## Palmarès
- Championnat du Maroc (6)
  - Champion : 2015, 2016, 2017, 2019, 2020, 2023
  - Vice-champion : 2013, 2014

- Coupe du Trône (4)
  - Vainqueur : 2015, 2016, 2017, 2019
  - Finaliste : 2018

- Championnat d'Afrique des clubs champions
  - 4e place : 2016
  - 7e place : 2013, 2014, 2015
  - 8e place : 2017

- Coupe d'Afrique des vainqueurs de coupe
  - Finaliste : 2021
  - 3e place : 2017, 2018
  - 5e place : 2016

## Effectif 2018/19
- Aderrahim Chouhou (Gardien de But)
- Mourad Belhou
- Rachid Hamed
- Tati
- Mohamed Ali Aila
- Mehdi Alaoui
- Bankosou Dandou
- Hamza Maanane